# Unione delle comunità ebraiche italiane

Logo dell'UCEI

L'Unione delle comunità ebraiche italiane (UCEI) è un'associazione nazionale religiosa che raccoglie le ventuno comunità ebraiche distribuite nel territorio italiano.
La sua azione si esplica nel rappresentare gli ebrei d'Italia nei confronti delle istituzioni e delle autorità italiane ed estere, nel coordinamento delle comunità aderenti e nella promozione dell'istruzione e delle attività culturali, religiose e sociali.

## Storia
Il Risorgimento segna per gli ebrei italiani la conquista dell'emancipazione civile.
Con l'Unità d'Italia i rapporti tra il nuovo Stato e le comunità ebraiche italiane furono regolati dalla Legge Rattazzi del 4 luglio 1857, n. 2325 (Per la riforma degli ordinamenti amministrativi ed economici del culto israelitico nei Regii Stati). La legge, emanata originariamente dal Regno di Sardegna, fu estesa al territorio nazionale e rimase in vigore fino al 1930.
Si avvertì presto in ambito ebraico l'esigenza di un maggior coordinamento tra le varie comunità e si giunse così nel 1911 alla costituzione di un Comitato delle università israelitiche. Nel maggio 1920 un Decreto Reale riconosceva legalmente come Ente Morale l'organismo di coordinamento, ora denominato Consorzio delle comunità israelitiche italiane.
Nel 1930, dopo che i Patti Lateranensi e la collegata "legge sui culti ammessi" del 24 giugno 1929 n. 1159 avevano attribuito all'ebraismo lo statuto di culto ammesso, si pose il problema di una rinegoziazione dei rapporti tra Stato fascista e comunità ebraiche. La "Legge Falco" del 30 ottobre 1930, n. 1731 (Norme sulle Comunità israelitiche e sull'Unione delle Comunità medesime) instaurava un maggior controllo dello Stato sulla vita delle comunità ebraiche in Italia, ma introduceva anche necessarie misure di semplificazione e razionalizzazione, che furono accolte con favore dalla maggioranza degli ebrei italiani. Nasceva così l'Unione delle comunità israelitiche italiane, sotto il cui ombrello fu posta dal 1935 anche l'Associazione donne ebree d'Italia, sorta a Milano nel 1927.
Trascorsi gli anni delle Leggi razziali fasciste e dell'Olocausto, la Legge Falco rimase a regolare i rapporti tra Stato ed ebrei in Italia anche dopo la caduta del regime fascista e l'approvazione della Costituzione repubblicana del 1948, nonostante gli sforzi dell'Unione di ottenere una legislazione più paritaria.
Il 27 febbraio 1987 Tullia Zevi, a nome delle Comunità Ebraiche Italiane, e l'allora Presidente del Consiglio Bettino Craxi firmano l'Intesa prevista dall'art. 8 della Costituzione Italiana, ma mai fino allora attuata. Con il nuovo Statuto l'Unione delle Comunità Israelitiche Italiane assume la denominazione attuale di Unione delle Comunità Ebraiche Italiane (UCEI).
L'Intesa con lo Stato italiano trova applicazione con la legge 8 marzo 1989, n. 101 (Norme per la regolazione dei rapporti tra lo Stato e l'Unione delle Comunità ebraiche italiane), che sostituisce la Legge Falco del 1930. Con la revisione conclusa il 6 novembre 1996 e approvata con la legge 638/1996, l'UCEI partecipa alla ripartizione della quota dell'otto per mille del gettito IRPEF.

## Organi dell'associazione
- Congresso, composto dai rappresentanti delle comunità. Si riunisce in sede ordinaria ogni quattro anni.
- Consiglio, composto da 18 consiglieri eletti dal Congresso, tra cui i componenti della Consulta rabbinica.
- Consulta rabbinica, composta da 3 rabbini eletti dal Congresso.
- Giunta, eletta dal Consiglio tra i suoi membri e composta da un presidente, da un vice presidente, da un componente della Consulta rabbinica e da altri 3 consiglieri.
- Assemblea rabbinica, composta dai rabbini delle comunità e dagli altri rabbini ammessi.
- Presidente, eletto dal Consiglio, rappresenta l'Unione e ne guida l'attività.

A maggio del 2014, l'Assemblea Rabbinica Italiana riunitasi a Milano ha eletto alla carica di Presidente UCEI è Rav Attilio Momigliano, rabbino capo di Genova, che succedette all'avvocato Renzo Gattegna, presidente dal 2010 al 2014. La vicepresidenza è stata affidata a Rav Alberto Funaro (Roma). Gli altri componenti del direttivo eletti erano: Riccardo Di Segni (Roma), Alfonso Arbib (rabbino capo di Milano) e Adolfo Locci (rabbino capo di Padova). 

A luglio del 2016, Noemi Di Segni è stata nominata presidente UCEI, seconda donna dopo Tullia Zevi a ricoprire questo ruolo nella storia dell'UCEI.

## Pagine Ebraiche
Pagine Ebraiche è il mensile dell'Unione delle comunità ebraiche italiane (UCEI) ed è uno dei principali organi d'informazione degli ebrei italiani.
Attraverso il portale dell'ebraismo italiano Moked, e al notiziario quotidiano Unione Informa / Pagine Ebraiche24 raccoglie i contributi di grandi nomi della cultura italiana ebraica e non, pagine d'attualità, news, storie, personaggi, interviste, testi inediti, musica, cinema e sport. Con l'obiettivo di raccontare la vita ebraica in Italia e in Europa, e la realtà israeliana sotto diversi punti di vista.
Oltre all'inserto nell'edizione cartacea Italia Ebraica, la redazione gestisce la testata DafDaf - il giornale ebraico dei bambini, un'edizione internazionale online, e una rassegna stampa quotidiana.

## UGEI
In seno all'Unione, la referente per conto di tutte le associazioni giovanili è l'UGEI (Unione Giovani Ebrei d'Italia), che rappresenta tutti gli ebrei italiani di età compresa tra i 18 e i 35 anni. L'UGEI è presente in qualità di osservatrice con diritto di parola alle riunioni di Consiglio dell'Unione, ed ha diritto a presenziare durante il suo quadriennale Congresso. Nata nel 1995, raccoglie il testimone della sciolta FGEI (Federazione Giovanile Ebraica d'Italia), operante in Italia dal 1948 .
L'UGEI edita anche una rivista, HaTikwa, nata nel gennaio 1949 come bimestrale cartaceo e dal 2010 una testata online, che esce anche su carta come supplemento di Italia Ebraica.